# Wuni
Wuni (gr. Βουνί) – wieś w Republice Cypryjskiej, w dystrykcie Limassol. W 2011 roku liczyła 149 mieszkańców.